# Дитмар, Борис Петрович
Бори́с Петро́вич Ди́тмар (4 февраля 1878, Москва, Российская империя — 24 сентября 1948, Ярославль, РСФСР) — русский и советский физико-географ, лимнолог, методист и педагог. Кандидат географических наук, профессор (1935).
Ученик антрополога Д. Н. Анучина. Отец географа А. Б. Дитмара.

## Биография
В 1906 году окончил естественное отделение физико-математического факультета Московского университета по кафедре физической географии.
В 1903 году, ещё будучи студентом, он провёл первые исследования озёр Покровского уезда Владимирской губернии и карстовой реки Поникли Смоленской губернии.
В 1906—1918 годах преподавал в школах Москвы, одновременно продолжая научно-исследовательскую работу.
В 1908 году принимал участие в Мурманской экспедиции Гидрографического отдела Морского министерства.
В 1910—1911 и в 1914—1915 годах работал в Олонецкой экспедиции по исследованию озёр Петрозаводского и Повенецкого уездов.
С 1919 находился на преподавательской работе в различных вузах страны.
В 1919—1920 годах — профессор метеорологии Тверского института народного образования.
В 1930—1934 годах — в Московском гидромелиоративном институте (МГМИ), приват-доцент 1-го МГУ (1930).
В 1934—1939 был первым заведующим кафедрой физической географии Воронежского государственного педагогического института.
В 1935 году получил степень кандидата географических наук без защиты диссертации и утверждён в звании профессора.
В дальнейшем заведывал кафедрами физической географии в следующих пединститутах:
- Крымском в Симферополе (1939—1942)
- Дагестанском (в эвакуации; 1942—1944)
- Ярославском (с 1944).

В Ярославском ГПИ Б. П. Дитмар в основном читал I курс физической географии частей света. Здесь же с 1946 преподавал и его сын А. Б. Дитмар, продолживший дело отца.

## Признание
Б. П. Дитмар награждён малой медалью Русского географического общества (1915).

## Научные труды
Автор более 100 работ по географическим проблемам, среди которых: 3 учебника, 12 работ по лимнологии, геоморфологии и физической географии, 9 работ по истории географии.

## Сочинения
- Краткий очерк истории открытия Северо-Восточного и Северо-Западного проходов. 1911.
- Курс географии России: Учебник для гимназии. 1911.
- Курс общей географии: Учебник. 1915.
- Курс географии СССР: Учебник. 1926 (соавтор).
- Очерки физической географии (Америка, Африка, Австралия): Конспект лекций для высшего учебного заведения. 1938.